# Almohaja
Almohaja ist ein Ort und eine Gemeinde (municipio) mit 12 Einwohnern (Stand: 2024) im Zentrum der Provinz Teruel in der Autonomen Region Aragonien im östlichen Zentralspanien.

## Lage und Klima
Der Ort Almohaja liegt im Süden des Iberischen Gebirges etwa 41 km (Fahrtstrecke) nordnordwestlich der Stadt Teruel in einer Höhe von ca. 1200 m. Das Klima ist gemäßigt bis warm; Regen (ca. 550 mm/Jahr) fällt übers Jahr verteilt.

## Bevölkerungsentwicklung
| Jahr      | 1970 | 1981 | 1991 | 2001 | 2011 | 2021 |
| Einwohner | 67   | 34   | 40   | 27   | 29   | 14   |

Die Mechanisierung der Landwirtschaft sowie die Aufgabe bäuerlicher Kleinbetriebe und der daraus resultierende Verlust an Arbeitsplätzen haben in der zweiten Hälfte des 20. Jahrhunderts zu einem deutlichen Bevölkerungsrückgang (Landflucht) geführt.

## Sehenswürdigkeiten
- Reste der Burganlage von Almohaja
- Marienkirche

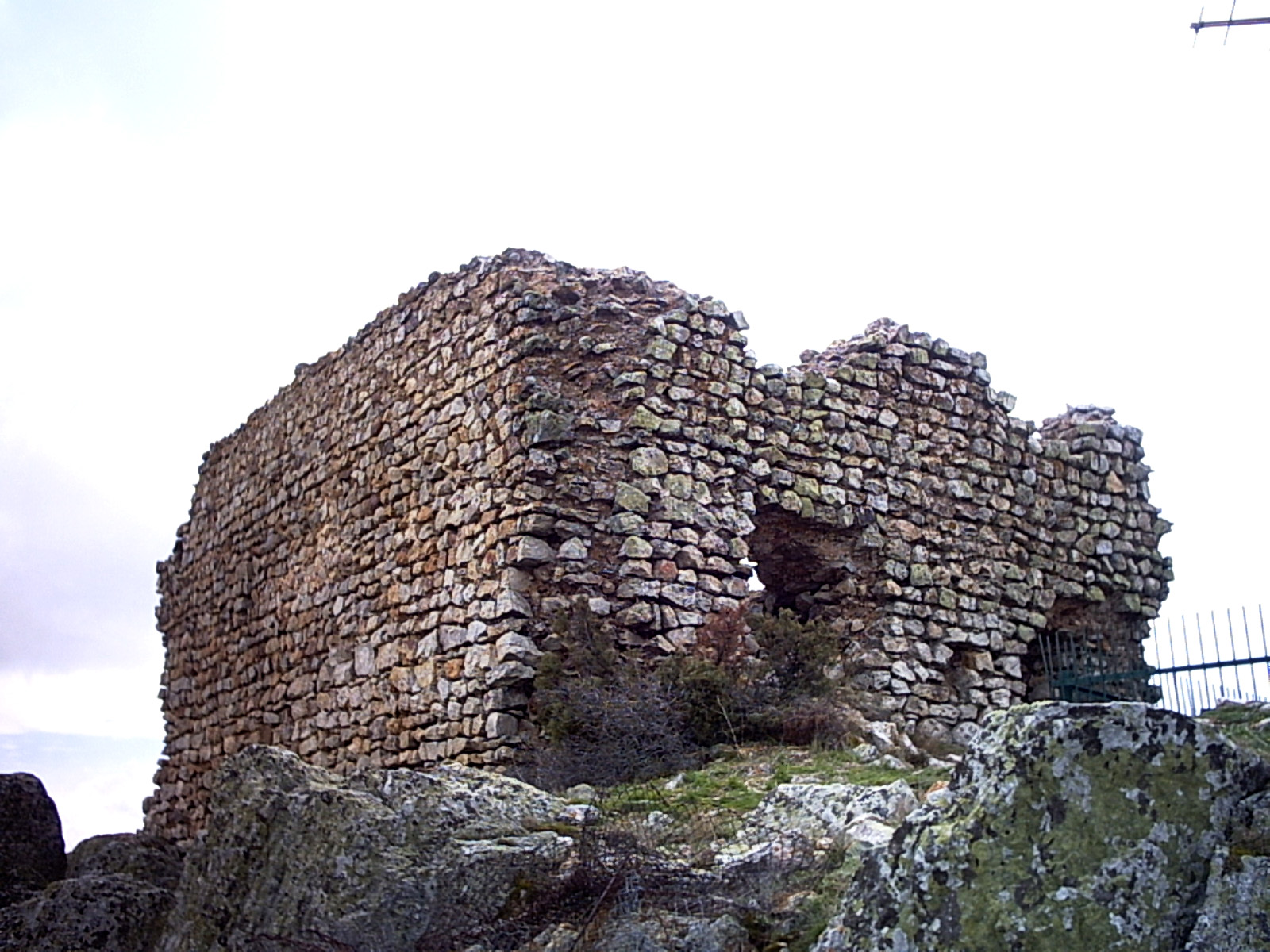
Reste der Burganlage